# Frank Short
Pour les articles homonymes, voir Short (homonymie).
Francis Job Short dit Frank Short (1857-1945) est un graveur et enseignant britannique, qui a promu  sa vie durant les techniques de l'eau-forte et de la manière noire auprès d'un plus large public.

## Biographie
Francis Job Short est né le 19 juin 1857, à Stourbridge (Worcestershire). Il a suivi des études d'ingénieur civil.
Jusqu'en 1881, il occupe différents emplois dans les Midlands, quand il décide de venir à Londres assister  Baldwin Latham (d) dans le cadre d'une enquête parlementaire au sujet de la pollution de la Tamise. En 1883, il est élu membre associé de l'« Institution of Civil Engineers » (ICE). Ayant enseigné à la Stourbridge School of Art durant sa jeunesse, en 1883, il entre à la South Kensington School of Art. Il enseigne également dans le département du professeur Fred Brown à la Westminster School of Artet, durant une courte période, dans les différents établissements du Royal Institute of Painters in Water-colours.
Dès lors, il se consacre à la gravure originale et de reproduction. Il étudie particulièrement le travail de William Turner, dont il se rapproche, et contribue par des eaux-fortes et des mezzotintes au Liber Studiorum (1885). Il reçoit bientôt les encouragements de John Ruskin, et la collaboration des propres étudiants de Turner tels que William George Rawlinson et le révérend Stopford Augustus Brooke. Il achève les séries de pièces existantes laissées par Turner pour son Liber, puis aborde d'autres séries, négligées par le maître et ses assistants pour les compléter. Plusieurs pièces portent la trace de ses efforts, on y voit la mention « F. Short, Sculp. » après celle de « J. M. W. Turner, R.A. », ce qui ne nous laisse qu'une vague idée de tout le travail accompli sur le cuivre, avant même qu'il soit entamé.
Il devient Maître de l'Art Workers' Guild en 1901.
Short reproduit aussi à la manière noire plusieurs peintures de George Frederic Watts, dont Orphée et Eurydice, Diane et Endymion, Amour et Mort, Espoir, et le portrait of Lord Tennyson, tous très fidèles et d'un rendu admirable. En tant qu'aquarelliste de talent, il apprécie les paysages de David Cox et Peter De Wint, qu'il grave également.
Frank Short est mort le 22 avril 1945.
Une plaque commémorative a été apposée sur la façade de la maison où vivait Short au 56 Brook Green, Brook Green, Hammersmith, Londres.

## Œuvre gravé

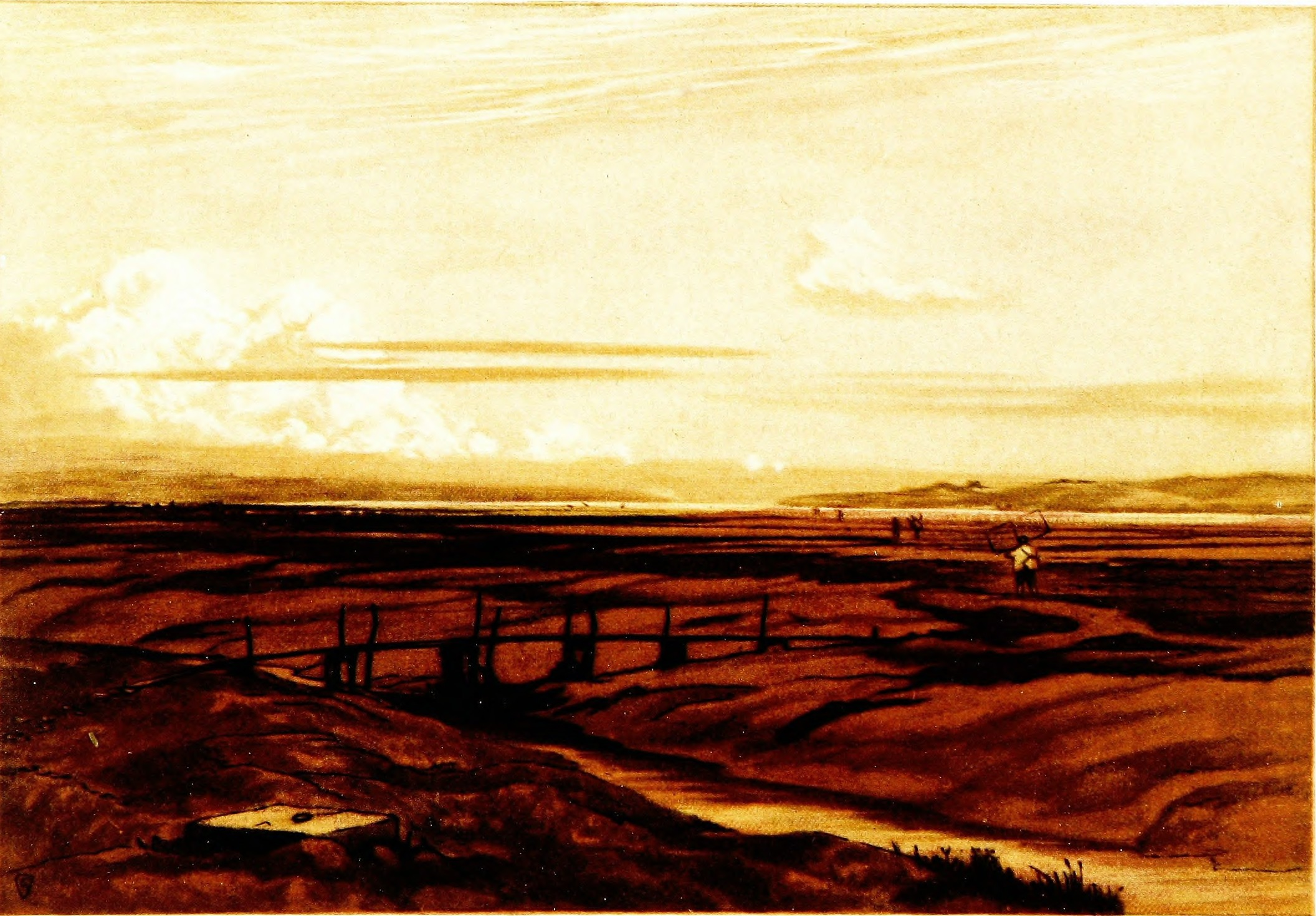
Solway Fishers (vers 1910), manière noire.

Plusieurs des gravures de Short montrent bien l'étendue de son talent, sa façon très subtile de restituer la beauté des paysages, les lignes de fuite et les contours des estuaires, notamment Low Tide and the Evening Star et The Solway at Mid-day. On peut mentionner également : 
- Gathering the Flock on Maxwell Bank, vernis mou
- New moon over the Bure, aquatinte
- The Ferry over the Blyth, Walberswick Pier, vernis mous
- Dutch Greengrocery, Noon on the Zuider Zee, De-venter, Strolling Players at Lydd, The clay pit, et Staithes, toutes des eaux-fortes
- A Wintry Blast on the Stourbridge Canal, Peveril's Castle, et Niagara Falls, pointes-sèches
- The Curfew, A Span of old Battersea Bridge, et Sunrise on Whitby Scaur, aquatintes
- Ebbtide, Putney Bridge, The Weary Moon was in the Wane, Solway Fishers (ci-contre), The Lifting Cloud, et A Slant of Light in Polperro Harbour, manières noires

En tant que directeur du département de gravure au Royal College of Art, Short influença de nombreux jeunes artistes dont Eli Marsden Wilson. Il est nommé à la Royal Society of Painter-Etchers and Engravers en 1885, dans laquelle il s'impliqua activement ; en 1910, il succède à Francis Seymour Haden en tant que président.
Entre autres récompenses, Short remporta la médaille d'or de gravure à l'exposition universelle de 1889 (Paris) puis une nouvelle médaille d'or à celle de 1900. En 1906 il est élu membre associé de la Royal Academy puis membre à part entière en 1911. Il est également fait chevalier. Son travail d'aquarelliste est reconnu en 1917 quand il devient membre de la Royal Institute of Painters in Water Colours (en).
Le critique Edward F. Strange dans le catalogue The Etched and Engraved Work of Frank Short (1908), énumère 285 estampes de l'artiste.